# レオポルド・トリエステ
レオポルド・トリエステ（Leopoldo Trieste、1917年5月3日 - 2003年1月25日）は、イタリアの俳優。映画監督。カラブリア州レッジョ・ディ・カラブリア生まれ。第二次世界大戦後に映画や舞台で俳優活動を開始し、1960年代からはテレビドラマにも出演するようになった。

## 生涯
戦後間もない1945年以降、トリエステは劇場に戦争と暴力に関する三部作である、『ラ・フロンティエラ』（1945年）、『クロニクル』（1946年） ホロコースト問題を扱った世界で最初の演劇作品『NN』（1947年）に参加。2番目のドラマはその後トリエステが協力したクラウディオ・ゴーラの映画『フェブレ・ディ・ヴィヴェール』（1953年）に映画の自由さに関して刺激を与えた。1995年、『クロニクル』は、ベルリンのドイツ劇場で首尾よく代表上演となる。
フェデリコ・フェリーニ（1952年『白い酋長』と1953年『青春群像』）制作の Città di notte（1958年）と Il peccato degli anni verdi（1960年）を監督した。 
その後、頻繁にキャラクター性のある役といったキャリアに専念してからはイタリア式コメディ（『イタリア式離婚狂想曲』1961年、『誘惑されて棄てられて』1964年、 Il medico della mutua 1968年、 Piso pisello（1981年）で活躍したが、喜劇だけでなく『ゴッドファーザー PART II』（1974年）、『薔薇の名前』（1986年）、『'ニュー・シネマ・パラダイス』（1988年）、『明日を夢見て』（1995年）のような大作にも参加した。
1960年代から1970年代には、Le inchieste del commissario Maigret、 La famiglia Benvenuti、 Il Circolo Pickwick などいくつかのテレビドラマや、 1969年から1970年に放映された子供向けドラマ Le avventure di Ciuffettino にも出演した。 
カルロ・ヴェルドーネはトリエステのために Troppo forte（1986年）で弁護士役を割り当てたが、一部は後にプロデューサーの決定により撮影15日前にアルベルト・ソルディになる。2000年に Il commissario Montalbano のエピソード Il cane di terracotta にリッロ・リッツィターノ役で出演した。 
2003年1月25日夜、85歳でローマのウンベルト1世総合病院にて心臓発作のために亡くなる。家族葬が営まれ、わずか2日後にニュースとして報道された。  

## 主な出演作品

### 映画
- Preludio d'amore, 監督：Antonio Paolucci（1946年）
- 白い酋長 Lo sceicco bianco, 監督：フェデリコ・フェリーニ（1952年）
- 青春群像 I Vitelloni (1953年)
- Lo scocciatore (Via Padova 46), 監督：Giorgio Bianchi（1953年）
- Un giorno in pretura, 監督：ステーノ（1954年）
- Dov'è la libertà...?, 監督：ロベルト・ロッセリーニ（1954年）
- Un americano a Roma, 監督：ステーノ（1954年）
- Il coraggio, 監督：Domenico Paolella（1955年）
- Un eroe dei nostri tempi, 監督：マリオ・モニチェリ（1955年）
- Il padrone sono me, 監督：フランコ・ブルザーティ（1955年）
- Buonanotte... avvocato!, 監督：Giorgio Bianchi（1955年）
- Destinazione Piovarolo, 監督：Domenico Paolella（1955年）
- ヴィーナスのサイン Il segno di Venere（1955年)
- Città di notte, 兼監督（1956年）
- Ritorno alla vita, 監督：José Antonio Nieves Conde（1956年）
- 武器よさらば, 監督：チャールズ・ヴィダー（1957年）
- Il moralista, 監督：Giorgio Bianchi（1959年）
- I ragazzi dei Parioli, 監督：セルジオ・コルブッチ（1959年）
- Avventura a Capri, 監督：Giuseppe Lipartiti（1959年）
- みんなが恋してる, 監督：Giuseppe Orlandini（1959年）
- Le svedesi, 監督：ジャン・ルイジ・ポリドロ（1960年）
- 生きる歓び, 監督：ルネ・クレマン（1961年）
- Un giorno da leoni, 監督：ナンニ・ロイ（1961年）
- イタリア式離婚狂想曲, 監督：ピエトロ・ジェルミ（1961年）
- La smania addosso, 監督：Marcello Andrei（1963年）
- Il successo, 監督：Mauro Morassi（1963年）
- 誘惑されて棄てられて, 監督：Pietro Germi（1964年）
- Sedotti e bidonati, 監督：Giorgio Bianchi（1964年）
- Via Veneto, 監督：Giuseppe Lipartiti（1964年）
- Panic Button... operazione fisco!, 監督：Giuliano Carnimeo（1964年）
- Le voci bianche, 監督：パスクァーレ・フェスタ・カンパニーレとマッシモ・フランチオーザ（1964年）
- F.B.I. operazione Baalbeck, 監督：Marcello Giannini（1964年）
- Bianco, rosso, giallo, rosa, 監督：Massimo Mida（1964年）
- Una questione d'onore, 監督：ルイジ・ザンパ（1965年）
- L'ombrellone, 監督：Dino Risi（1965年）
- Racconti a due piazze (Le lit à deux places),（1965年）
- La ragazza del bersagliere, 監督：アレッサンドロ・ブラゼッティ（1966年）
- Una vergine per il principe, 監督：Pasquale Festa Campanile（1966年）
- Spara forte, più forte... non capisco, 監督：エドゥアルド・デ・フィリッポ（1966年）
- Gente d'onore, 監督：フォルコ・ルリ（1967年）
- A ciascuno il suo, 監督：エリオ・ペトリ（1967年）
- 花ひらく貞操帯, 監督：パスクァーレ・フェスタ・カンパニーレ（1967年）
- Assicurasi vergine, 監督：Giorgio Bianchi（1967年）
- Il medico della mutua, 監督：Luigi Zampa（1968年）
- La prova generale, 監督：Renato Scavolini（1968年）
- Escalation, 監督：ロベルト・ファエンツァ（1968年）
- 栄光の座, 監督：マイケル・アンダーソン（1968年）
- The Shoes of the Fisherman（1968年)
- サンタ・ビットリアの秘密 The Secret of Santa Vittoria（1969年)
- Togli le gambe dal parabrezza, 監督：Massimo Franciosa（1969年）
- シシリアン, 監督：アンリ・ヴェルヌイユ（1969年）
- The Martlet's Tale, 監督：John Crowther（1970年）
- Le avventure di Gerard, 監督：イエジー・スコリモフスキ（1970年）
- Pussycat, Pussycat, I love you, 監督：Rod Amateau（1970年）
- Una macchia rosa, 監督：Enzo Muzii（1970年）
- L'asino d'oro: processo per fatti strani contro Lucius Apuleius cittadino romano, 監督：Sergio Spina（1970年）
- Stress, 監督：Corrado Prisco（1971年）
- Darsela a gambe, 監督：フィリップ・ド・ブロカ（1971年）
- La vacanza, 監督：ティント・ブラス（1971年）
- Reazione a catena, 監督：マリオ・バーヴァ（1971年）
- Il sorriso del ragno, 監督：Massimo Castellani（1971年）
- Trastevere, 監督：Fausto Tozzi（1971年）
- Mania di grandezza, 監督：ジェラール・ウーリー（1971年）
- Racconti proibiti... di niente vestiti, 監督：Brunello Rondi（1972年）
- Anche se volessi lavorare, che faccio?, 監督：フラヴィオ・モゲリーニ（1972年）
- Una cavalla tutta nuda, 監督：Franco Rossetti（1972年）
- Mafiosi di mezza tacca e una governante dritta, 監督：Cy Howard（1972年）
- Colpiscono senza pietà, 監督：Mike Hodges（1972年）
- Il tuo piacere è il mio, 監督：Claudio Racca（1973年）
- La signora è stata violentata!, 監督：Vittorio Sindoni（1973年）
- 赤い影, 監督：ニコラス・ローグ（1973年）
- Don't Look Now（1973年)
- Viaggia, ragazza, viaggia, hai la musica nelle vene, 監督：Pasquale Squitieri（1974年）
- Amore mio non farmi male, 監督：Vittorio Sindoni（1974年）
- L'ammazzatina, 監督：Ignazio Dolce（1974年）
- Fischia il sesso, 監督：Gian Luigi Polidoro（1974年）
- Commissariato di notturna, 監督：Guido Leoni（1974年）
- Il saprofita, 監督：Sergio Nasca（1974年）
- ゴッドファーザー PART II, 監督：フランシス・フォード・コッポラ（1974年）
- I baroni, 監督：Gian Paolo Lomi（1975年）
- Son tornate a fiorire le rose, 監督：Vittorio Sindoni（1975年）
- Due cuori, una cappella, 監督：マウリツィオ・ルチーディ（1975年）
- Roma drogata la polizia non può intervenire, 監督：Luciano Marcaccini（1975年）
- Vergine, e di nome Maria, 監督：Sergio Nasca（1975年）
- 課外授業, 監督：ヴィットリオ・デ・システィ（1975年）
- Perdutamente tuo... mi firmo Macaluso Carmelo fu Giuseppe, 監督：Vittorio Sindoni（1976年）
- Lezioni di violoncello con toccata e fuga, 監督：Davide Montemurri（1976年）
- Il giorno dell'Assunta, 監督：Nino Russo（1977年）
- L'albero della maldicenza, 監督：Giacinto Bonacquisti（1979年）
- カリギュラ （1980年)
- ワイルド・ブラック/少年の黒い馬, 監督：Carroll Ballard（1979年）
- Piedone d'Egitto, 監督：Steno（1980年）
- Il marchese del Grillo, 監督：Mario Monicelli（1981年）
- Piso pisello, 監督：Peter Del Monte（1982年）
- Malamore, 監督：Eriprando Visconti（1982年）
- Trenchcoat, 監督：Michael Tuchner（1983年）
- Enrico IV, 監督：Marco Bellocchio（1984年）
- Passaporto segnalato, 監督：Sergio Martino（1985年）
- モモ（1986年)
- 薔薇の名前, 監督：ジャン＝ジャック・アノー（1986年）
- Il coraggio di parlare, 監督：Leandro Castellani（1987年）
- Don Bosco, 監督：Leandro Castellani（1988年）
- I giorni randagi, 監督：Fabio Ottoni（1988年）
- ニュー・シネマ・パラダイス（1988年)
- Stradivari, 監督：Giacomo Battiato（1988年）
- Il sole buio, 監督：ダミアーノ・ダミアーニ（1990年）
- Viaggio d'amore, 監督：Ottavio Fabbri（1990年）
- Italia Village, 監督：Giancarlo Planta（1994年）
- Il giudice ragazzino, 監督：Alessandro Di Robilant（1994年）
- 明日を夢見て（1995年)
- Ojos de amatista, 監督：Roberto Aguerre（1996年）
- Marianna Ucrìa, 監督：Roberto Faenza（1997年）
- Il manoscritto del Principe, 監督：Roberto Andò（2000年）
- Il consiglio d'Egitto, 監督：エミディオ・グレコ（2003年）

### テレビドラマ
- メグレ警視の調査（エピソード「メグレとダイヤモンド」） - 監督：マリオ・ランディ（1968年）
- いいなづけ - 監督：サルヴァトーレ・ノチータ（1989年）
- モンタルバーノ警部（エピソード「焼き物の犬」 - 監督：アルベルト・シローニ監督（2000年）

## 映画監督
- Città di notte（1958年）
- Il peccato degli anni verdi（1960年）

## 舞台作品
- La frontiera - 監督：マリオ・ランディ、ローマ、クイリーノ劇場、1945年7月4日
- Cronaca - 監督：マリオ・ランディ、ミラノ、エクセルシオール劇場、1946年11月20日
  - クラウディオ・ゴーラの映画 Febbre di vivere （1953年）の原作[3]
- N.N. - 監督：ジェラルド・ゲッリエーリ、ローマ、芸術劇場、1947年12月15日

## イタリア語吹き替え
- カルロ・ロマーノ - Lo sceicco bianco, Il padrone sono me
- フェルッチョ・アメンドーラ in Reazione a catena, Quo vadis?
- アドルフォ・ジェリ - I vitelloni
- エミリオ・チゴリ - Lo scocciatore (Via Padova 46)
- ヴィニチョ・ソフィア - Il coraggio, Il moralista
- アウグスト・ガッリ - Divorzio all'italiana
- エンツォ・ガリネイ - Una vergine per il principe
- ジャンフランコ・ベッリーニ - Il sorriso del ragno

## 賞

### シルバーリボン
- 助演男優賞（1965年、1985年、1996年）

### ダヴィッド・ディ・ドナテッロ賞
- Miglior attore non protagonista 1996 per L'uomo delle stelle
- Il 3 maggio 2017 gli è stata intitolata una piazza nella sua città natale Reggio Calabria.[要出典]Il 3 maggio 2017 gli è stata intitolata una piazza nella sua città natale Reggio Calabria.[senza fonte]